# خسوف القمر ديسمبر 2009
| خسوف القمر الجزئي 31 ديسمبر 2009                                            | خسوف القمر الجزئي 31 ديسمبر 2009 |
| --------------------------------------------------------------------------- | -------------------------------- |
| مونستر، أيرلندا، 19:43 UT                                                   |                                  |
| ستكون الحافة الجنوبية للقمر مظلمة تمامًا عندما يمر القمر عبر ظل الأرض المظلم |                                  |
| سلسلة (وعضو)                                                                | 115 (57 من 72)                   |
| جاما                                                                        | 0.9765                           |
| المدة (hr: mn: sc)                                                          |                                  |
| جزئي                                                                        | 0:59:58                          |
| Penumbral                                                                   | 4:11:03                          |
| جهات الاتصال ( UTC )                                                        |                                  |
| P1                                                                          | 17:17:08                         |
| U1                                                                          | 18:52:43                         |
| أعظم                                                                        | 19:22:39                         |
| U4                                                                          | 19:52:41                         |
| ص 4                                                                         | 21:28:11                         |
| حركة القمر بالساعة عبر ظل الأرض في كوكبة الجوزاء                            |                                  |

كان الخسوف الجزئي للقمر مرئيًا في 31 ديسمبر 2009. كان هذا هو الأخير والأكبر من بين أربع خسوفات طفيفة للقمر في عام 2009. هذا الخسوف القمري ملحوظ أيضًا، لأنه حدث خلال قمر أزرق (قمر ثانٍ في ديسمبر). سيحدث الخسوف التالي في ليلة رأس السنة الميلادية والقمر الأزرق في 31 ديسمبر 2028.
دخل جزء صغير فقط من القمر إلى الظل المظلم للأرض، ولكن كان هناك ظلمة واضحة على السطح الجنوبي للقمر عند أكبر كسوف للقمر.

## الرؤية

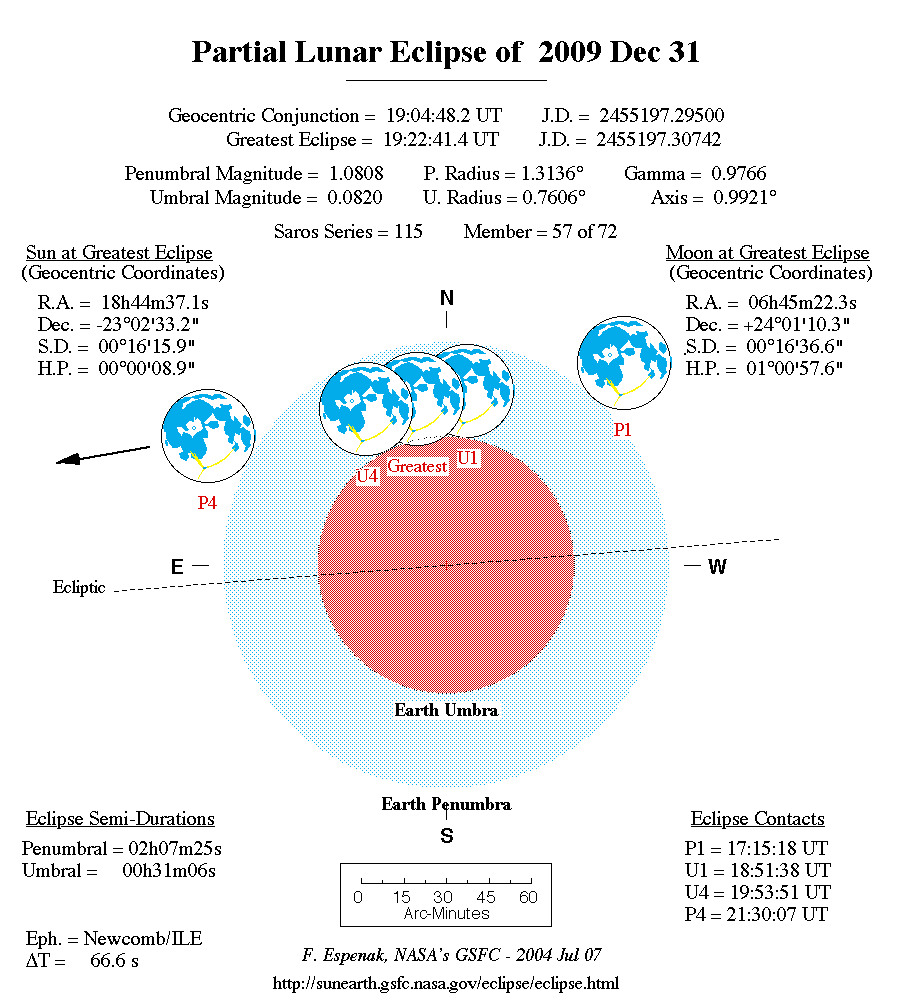
مخطط ناسا للكسوف

كان مرئيًا من جميع أنحاء إفريقيا وأوروبا وآسيا والشرق الأوسط وأستراليا. في الفلبين، بدأ خسوف القمر في 1 يناير 2010، عندما كان مرئيًا جدًا في منتصف الفجر حتى قبل شروق الشمس.
| تُظهر هذه المحاكاة منظر الأرض كما يُنظر إليه من مركز القمر في أكبر خسوف. تظهر الشمس الكسوف جزئيًا فوق القطب الشمالي. |

## الصور
تقدم من دغانيا ألف، إسرائيل

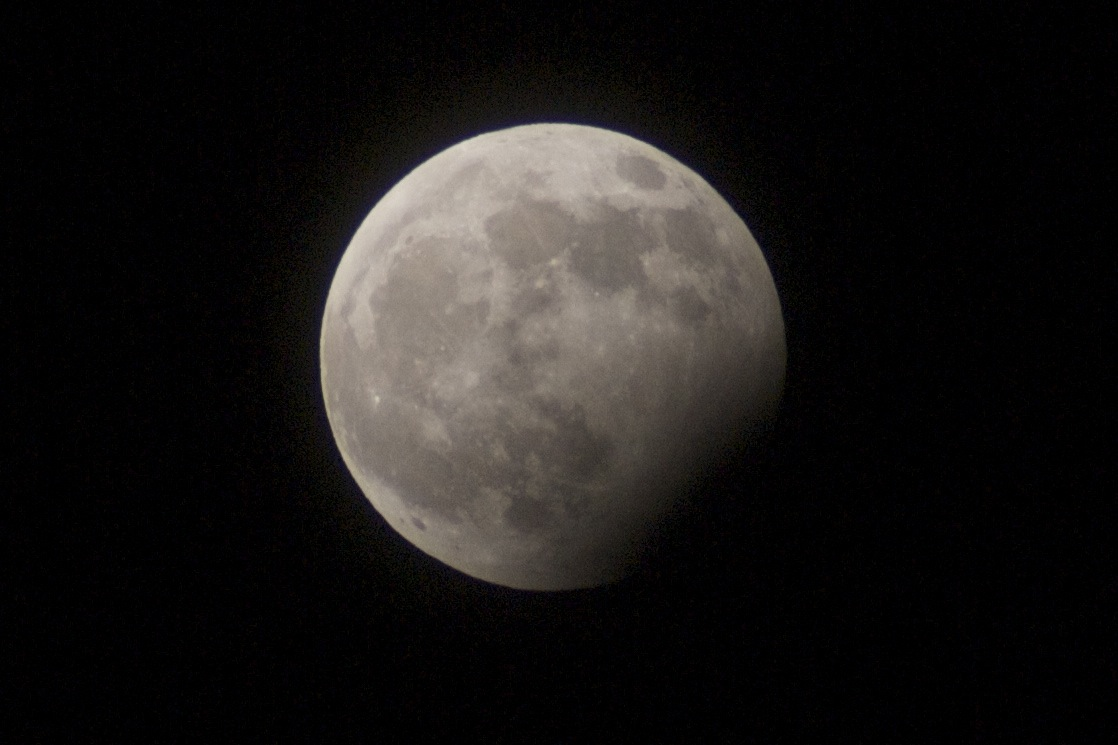
شيفيلد ، 19:14 بالتوقيت العالمي المنسق
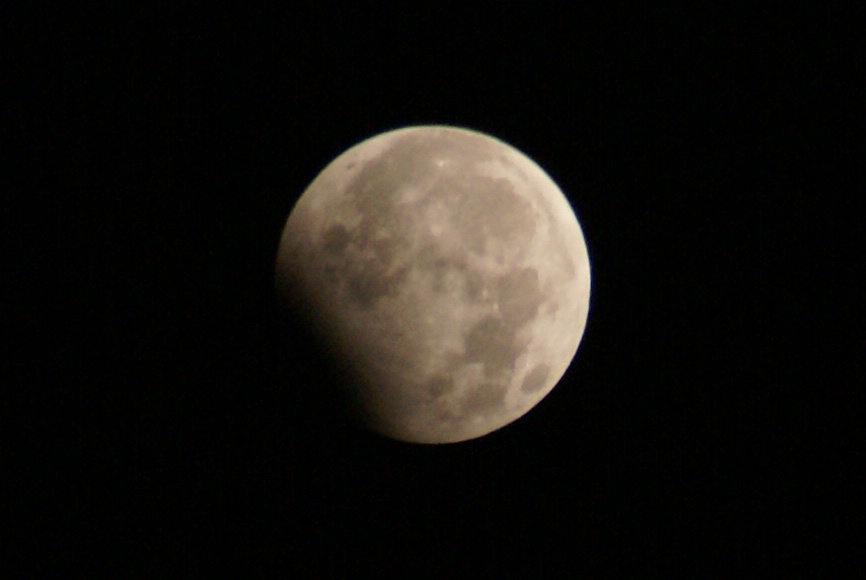
تشينغداو ، 19:16 UTC
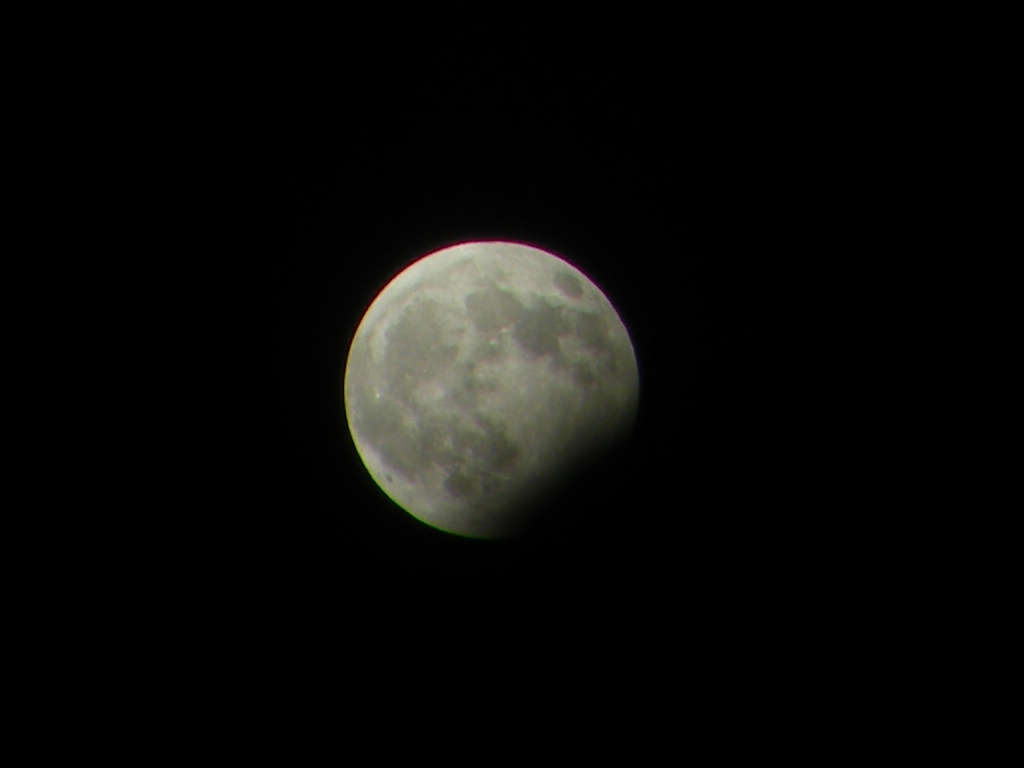
إستونيا، إستونيا ، 19:21 UTC
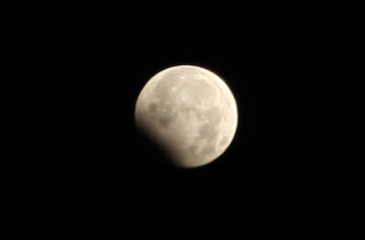
بكين بحد أقصى ، 19:22 بالتوقيت العالمي المنسق
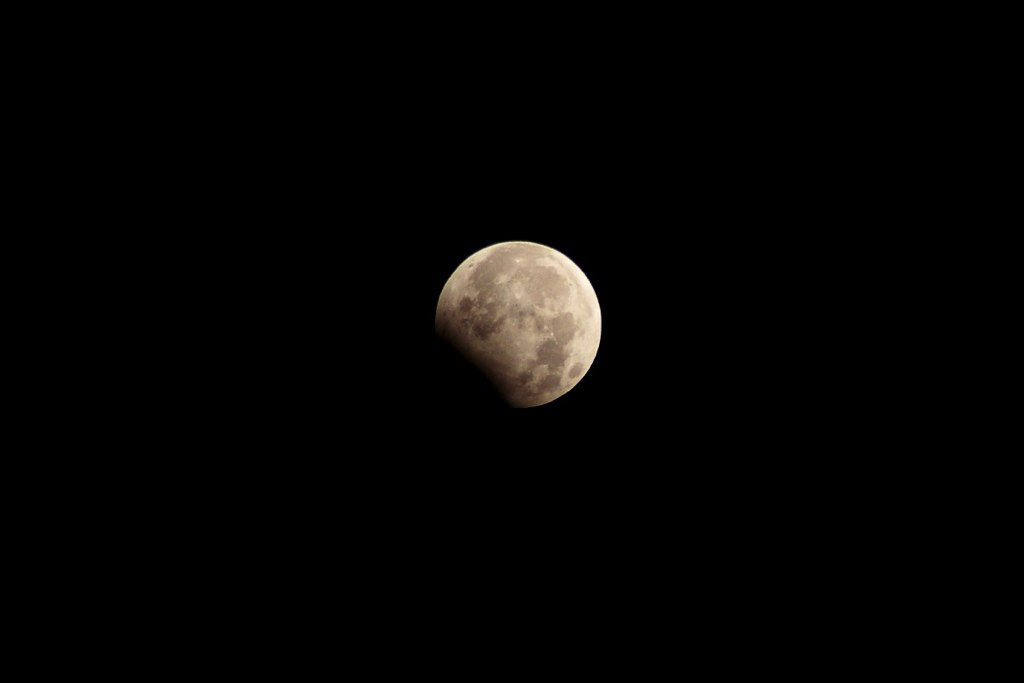
طوكيو ، 19:32 UTC
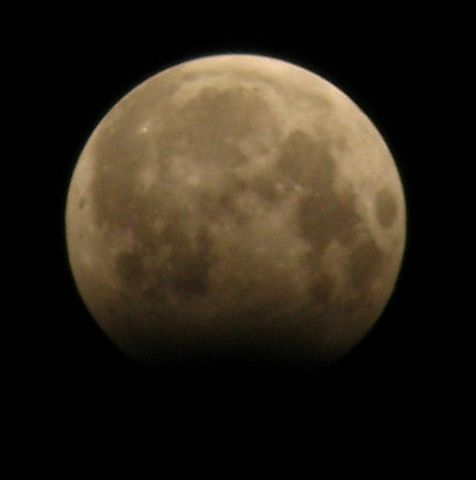
تشيناي ، 19:33 UTC
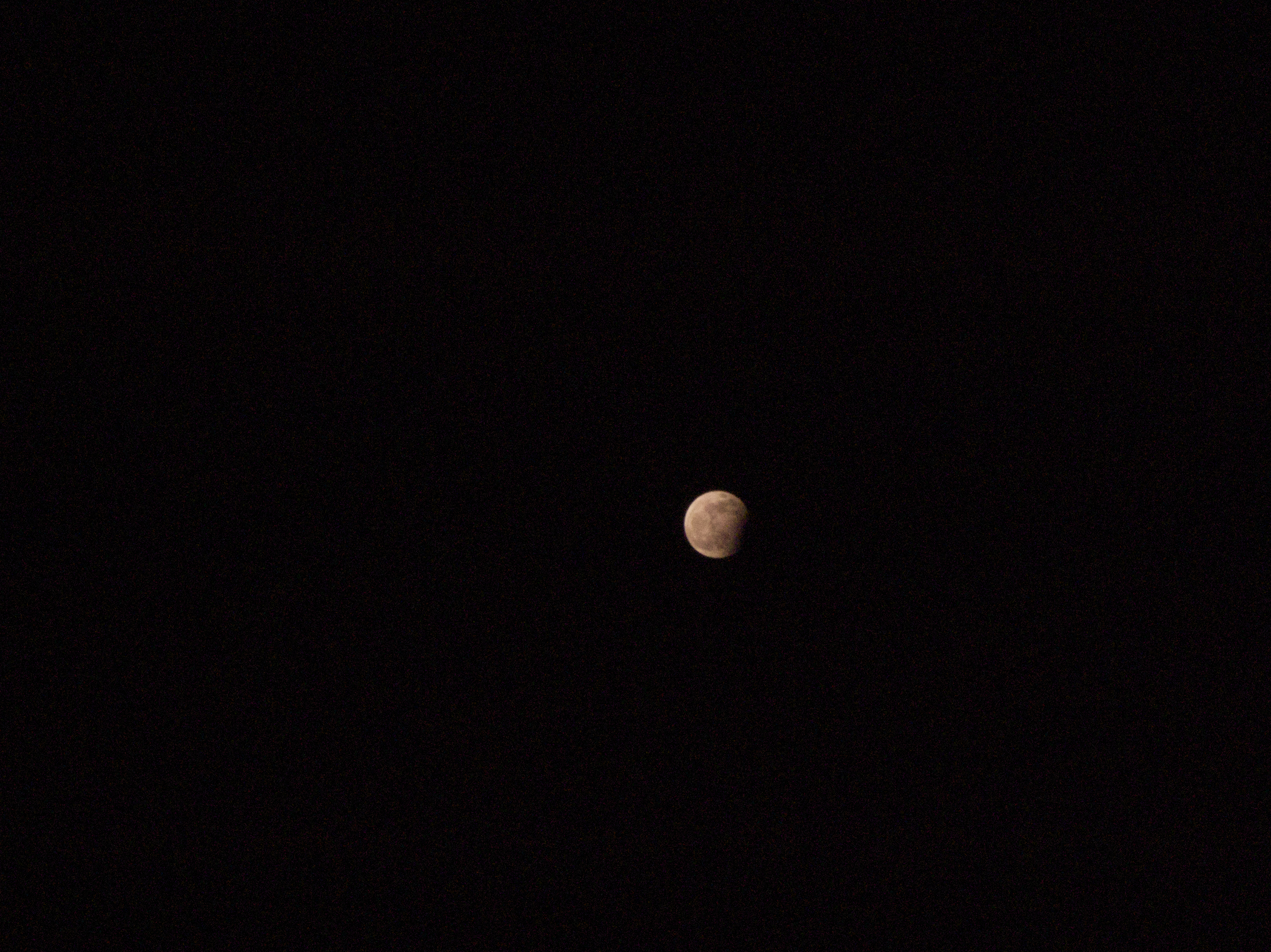
برشلونة ، 19:34 UTC
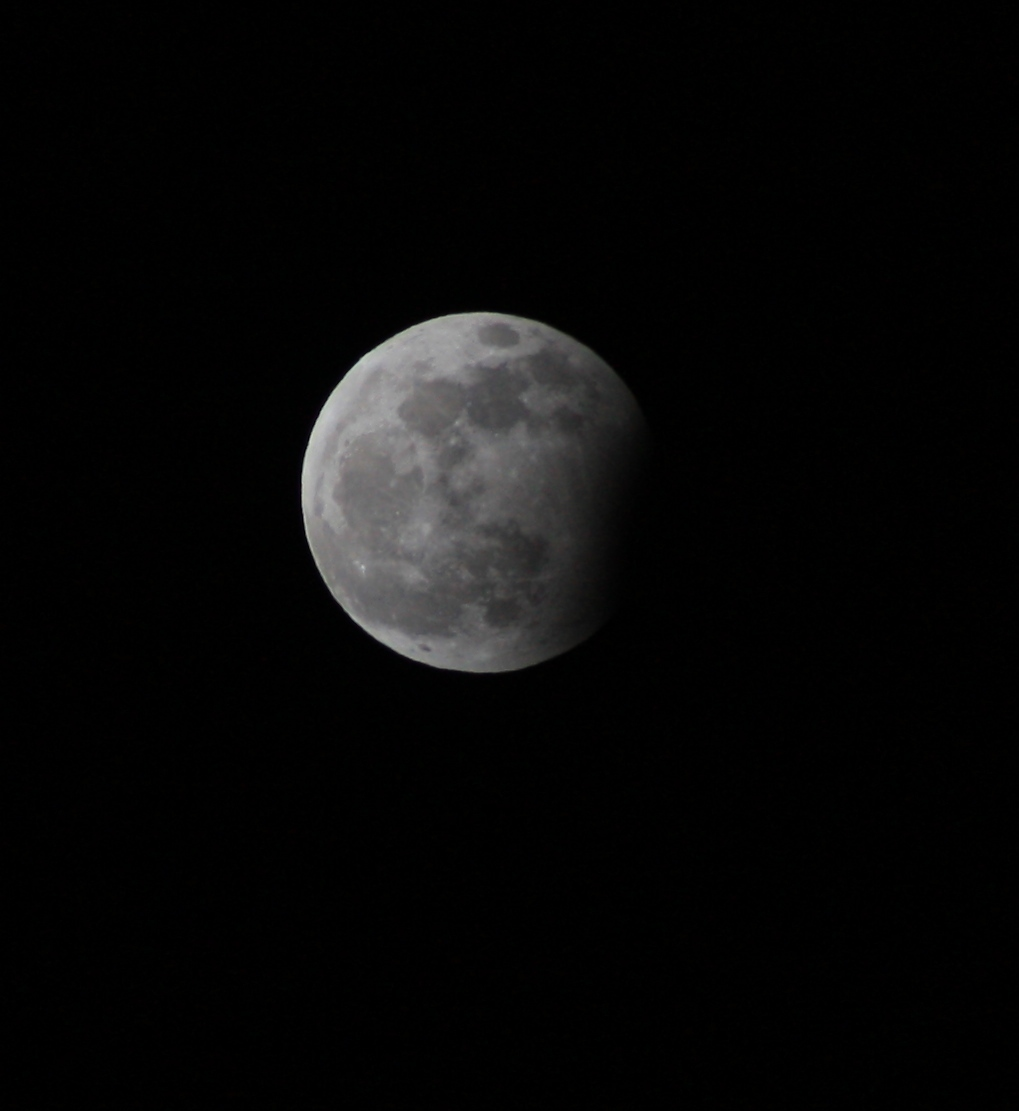
أثينا ، 19:34 UTC
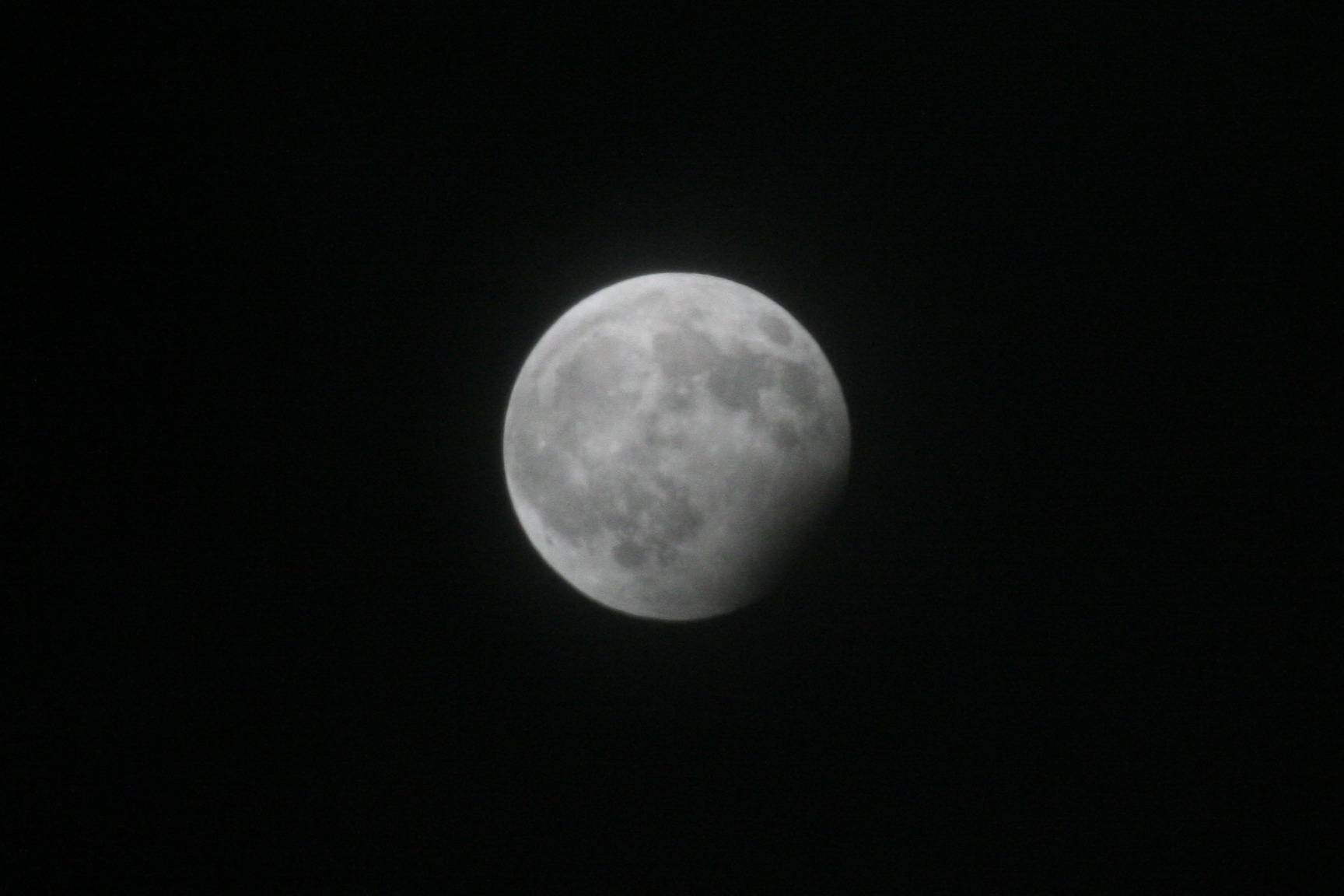
هلسنكي ، 19:47 UTC
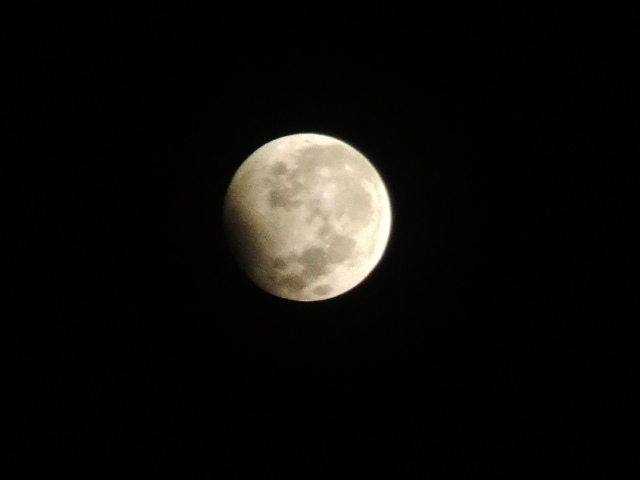
نونثابوري ، تايلاند ، 19:59 UTC
بلفور ، فرنسا صور مجمعة

## الخسوفات ذات الصلة

### كسوف عام 2009
- كسوف حلقي للشمس في 26 يناير.
- خسوف شبه قمري للقمر في 9 فبراير.
- خسوف شبه قمري للقمر في 7 يوليو.
- كسوف كلي للشمس في 22 يوليو.
- خسوف شبه قمري للقمر في 6 أغسطس.
- خسوف جزئي للقمر في 31 ديسمبر.

### السنة القمرية (354 يومًا).
هذا الخسوف هو واحد من أربعة خسوف للقمر في سلسلة قصيرة العمر. تتكرر سلسلة السنة القمرية بعد 12 قمرًا أو 354 يومًا (العودة إلى الوراء حوالي 10 أيام في سنوات متتالية). بسبب تغيير التاريخ، سيكون ظل الأرض حوالي 11 درجة غربًا في أحداث متتالية.

### دورة نصف ساروس
سوف يسبق خسوف القمر خسوف الشمس ويتبعه 9 سنوات و 5.5 أيام ( نصف ساروس ). يرتبط خسوف القمر هذا بخسوفين جزئيين للشمس من سولار ساروس 122.